# أبو طالب يحيى
أبو طالب يحيى (951-1033)، كان إمامًا زيدياً بين عامي 1020-1033.
مثل شقيقه الأكبر وسلفه المؤيد أحمد، كان أبو طالب يحيى رجلاً بارزًا في العلم ومن نسل الإمام الحسن بن علي. خلف المؤيد أحمد في إمامة الزيدية في غيلان وديلمان في بلاد فارس. في هذا الوقت كانت هناك منطقتان رئيسيتان للزيديين، وهما المنطقة الواقعة جنوب بحر قزوين ومرتفعات اليمن. لسنوات عديدة بعد وفاة الحسين بن القاسم عام 1013، لم يعرف أي إمام لليمن لعده سنوات. في التأريخ الزيدي، يُدرج المؤيد أحمد وأبو طالب يحيى أحيانًا مع أئمة اليمن، على الرغم من أنهم لم يزروا اليمن أبدًا. 